# Мікеуць
Мікеуць (рум. Micăuți) — село у Страшенському районі Молдови. Адміністративний центр однойменної комуни, до складу якої також входить село Горноє.

## Населення
За даними перепису населення 2004 року у селі проживали 2627 осіб.
Національний склад населення села:
| Національність       | Кількість осіб | Відсоток    |
| -------------------- | -------------- | ----------- |
| молдавани румуни     | 2309 300       | 87,9% 11,4% |
| українці             | 6              | 0,2%        |
| росіяни              | 6              | 0,2%        |
| болгари              | 2              | 0,1%        |
| цигани               | 2              | 0,1%        |
| гагаузи              | 1              | < 0,1%      |
| інша / без відповіді | 1              | < 0,1%      |
| Всього               | 2627           | 100%        |